# لیف مورتنسن
لیف مورتنسن (دانمارکی: Leif Mortensen؛ زادهٔ ۵ مهٔ ۱۹۴۶) دوچرخه‌سوار اهل دانمارک است.
از باشگاه‌هایی که در آن بازی کرده‌است می‌توان به تیم دوچرخه‌سواری بیک اشاره کرد.
وی در مسابقات کشوری و بین‌المللی در مجموع برندهٔ ۱ مدال طلا، ۴ مدال نقره شده‌است.